# Simon Mynott
Pas d'image ? Cliquez ici

a Compétitions nationales et continentales officielles uniquement.

b Matchs officiels uniquement.
Harry "Simon" Jonas Mynott, né le 4 juin 1876 à Auckland (Nouvelle-Zélande) et décédé le 2 janvier 1924 à New Plymouth (Nouvelle-Zélande), est un joueur de rugby à XV qui a joué avec l'équipe de Nouvelle-Zélande. Il évolue au poste de demi d'ouverture (1,70 m pour 74 kg).  

## Carrière
Il a joué 71 matchs avec la province de Taranaki.
Il a disputé son premier test match avec l'équipe de Nouvelle-Zélande le 25 novembre 1905 contre l'Irlande. Il participe à la tournée des Originals, équipe représentant la Nouvelle-Zélande en tournée en Grande-Bretagne en 1905, en France et en Amérique du Nord en 1906. 
Son dernier test match a lieu contre l'Australie le  2 juillet 1910. 
Simon Mynott est sélectionneur de l'équipe de Nouvelle-Zélande en 1913.

## Palmarès

### En équipe nationale
- 8 sélections avec l'équipe de Nouvelle-Zélande
- Sélections par année : 1 en 1905, 2 en 1906, 3 en 1907, 2 en 1910